# Mizan Teferi
Mizan Teferi, ou Mizan, est une ville de la région Éthiopie du Sud-Ouest, chef-lieu de la zone Bench Sheko. Elle se trouve à 7° 00′ N, 35° 35′ E et à 1 451 mètres d'altitude.
Mizan et la zone Bench Sheko faisaient partie de la région Sud jusqu'à la création de la nouvelle région en 2021.

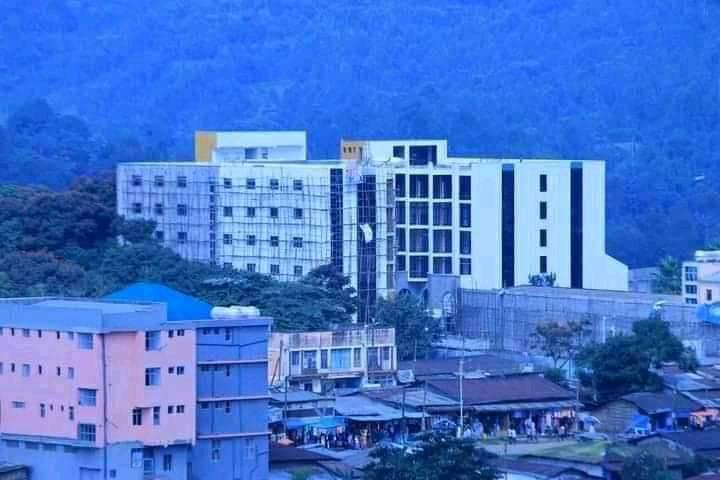
Mizan Teferi

Mizan comptait 23 144 habitants en 2007.